# 彭雪芬
彭雪芬（1960年—），女，台灣演員，活躍於七十年代，以甜美清秀的形象深植人心，是學生情人的代表。與台新金控董事長吳東亮結婚後退出影壇，現職為台新銀行文化藝術基金會董事。

## 生平
彭雪芬初嫁入新光吳家的時候，大家長吳火獅覺得彭雪芬婚前與一些男藝人如高凌風、姜厚任等人有曖昧的關係，曾經要求彭雪芬不可和吳家之人同桌吃飯。1990年，吳東亮被胡關寶集團綁架，勒索1億元贖金，彭雪芬當時子宮外孕，但她還是盡力營救丈夫，在過程中傷口復發，鮮血直流，但是彭雪芬依然冷靜沉著，最後吳東亮平安歸來，此後吳家對她另眼相待。

### 從影經歷
1978年於金甌商職畢業時，偶然在電影院被廣告公司負責人發掘之後，因而成了廣告明星，然而不久後即被當時正在籌拍《拒絕聯考的小子》的導演徐進良發現，由於當時正苦無女主角人選，而彭雪芬的清新形象就讓他驚為天人，因此決定和她洽談演出事宜。雙方面談後簽下了三年的合約，便成為輝煌電影公司的基本演員。
在首部大銀幕作品獲得極大的成功後，便嘗試接演不同類型的角色，希望能跳脫玉女形象。
1983年她接演由李行、胡金銓、白景瑞三位導演分段執導的《大輪迴》，在這部描述三段不同時空愛情的電影中，她必須一人分飾明朝高官之女、民國初年在戲班裡的唱戲姑娘，以及現代歌舞團的舞蹈演員三個時代背景迥異的角色，她在此部電影充分的展現演技，但隨後她卻突然閃電結婚並飛往美國定居，就此結束了演藝生涯。從出道到息影短短5年的時間，彭雪芬共計參與了20多部電影的演出。

## 作品

### 電影
| 年份   | 片名               | 飾演   |
| ------ | ------------------ | ------ |
| 1979年 | 《拒絕聯考的小子》 |        |
| 1980年 | 《年輕人的心聲》   |        |
| 1980年 | 《不妥協的一代》   |        |
| 1981年 | 《小市民的狂想》   |        |
| 1981年 | 《奔放的新生代》   |        |
| 1981年 | 《吾家有女初長成》 |        |
| 1982年 | 《三個問題女學生》 |        |
| 1982年 | 《野性的青春》     |        |
| 1982年 | 《紅粉遊俠》       |        |
| 1982年 | 《馬騮過海》       |        |
| 1982年 | 《紅粉兵團》       |        |
| 1982年 | 《高四糊塗生》     |        |
| 1982年 | 《小妞大盜我》     |        |
| 1982年 | 《台北大怪談》     |        |
| 1982年 | 《冒泡的小妞》     |        |
| 1982年 | 《猴猴闖異鄉》     |        |
| 1983年 | 《大輪迴》         |        |
| 1983年 | 《一九八三大驚奇》 |        |
| 1984年 | 《醜小鴨》         |        |
| 1990年 | 《危險的十七歲》   | 黃小婷 |

## 外部連結
- 彭雪芬在互联网电影资料库（IMDb）上的資料（英文）
- 彭雪芬在香港影庫上的簡介
- 彭雪芬在豆瓣上的资料（简体中文）
- 彭雪芬在时光网上的簡介（简体中文）
- 中文電影資料庫─ 彭雪芬 （页面存档备份，存于）
- 財團法人國家電影中心─ 彭雪芬 （页面存档备份，存于）